# -onym
-onym (av grekiska όνομα (onoma), ”namn”) är ett efterled som anger namn på någonting.
- Akronym
- Anonym
- Antonym
- Backronym
- Heteronym
- Holonym
- Homonym
- Hyperonym
- Hyponym
- Kapitonym
- Kohyperonym
- Kohyponym
- Meronym
- Metonym
- Pseudonym
- Retronym
- Synonym